# Гольдшмидт, Герман Майер Соломон
Герман Майер Соломон Гольдшмидт (нем. Hermann Mayer Salomon Goldschmidt; 17 июня 1802 — 26 апреля 1866) — немецкий астроном и художник, проживший большую часть жизни во Франции.

## Биография

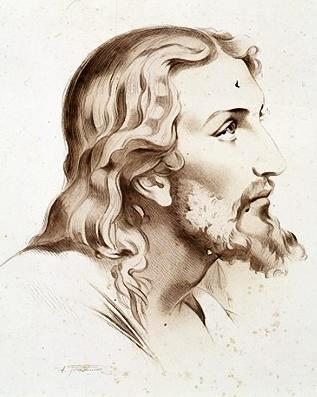
Христос — рисунок Гольдшмидта. Тушь, бумага, дата неизвестна.

Родился во Франкфурте, в семье еврейского торговца. Переехал в Париж учиться живописи, где написал ряд картин, после чего под влиянием лекции Урбена Леверье заинтересовался астрономией.
В апреле 1861 объявил об открытии девятого спутника Сатурна между Титаном и Гиперионом, которого он назвал Хирон. Тем не менее, он ошибался: спутника не существовало. Сегодня имя Хирон носит совершенно другой объект, необычный астероид/комета (2060) Хирон.
Ему приписывают первые наблюдения (в 1820) теневых волн, которые появляются за несколько минут до полного солнечного затмения.
В 1861 получил Золотую медаль королевского астрономического общества. В честь него назван кратер Гольдшмидта на Луне, а также астероид (1614) Гольдшмидт.
Гольдшмидт был выкрестом.
| Открытые астероиды: 14 | Открытые астероиды: 14 |
| ---------------------- | ---------------------- |
| (21) Лютеция           | 15 ноября 1852         |
| (32) Помона            | 26 октября 1854        |
| (36) Аталанта          | 5 октября 1855         |
| (40) Гармония          | 31 марта 1856          |
| (41) Дафна             | 22 мая 1856            |
| (44) Ниса              | 27 мая 1857            |
| (45) Евгения           | 27 июня 1857           |
| (48) Дорида            | 19 сентября 1857       |
| (49) Палес             | 19 сентября 1857       |
| (52) Европа            | 4 февраля 1858         |
| (54) Александра        | 10 сентября 1858       |
| (56) Мелета            | 9 сентября 1859        |
| (61) Даная             | 9 сентября 1860        |
| (70) Панопея           | 5 мая 1861             |